# Макги, Джордан
Джо́рдан Макги́ (англ. Jordan McGhee; род. 24 июля 1996 года в Ист-Килбрайде) — шотландский футболист, защитник клуба «Данди».

## Клубная карьера

### «Хартс»
Перешёл в «Харт оф Мидлотиан» в 2007 году. В июле 2012 года подписал с клубом трёхлетний профессиональный контракт до 2015 года. Дебютировал в основном составе «Хартс» 4 мая 2013 года в матче шотландской Премьер-лиги против клуба «Сент-Миррен» в возрасте 16 лет.
24 августа 2013 года в своём втором официальном матче за клуб забил свой первый гол, принеся своей команде победу над «Абердином» на 88-й минуте.
5 июля 2016 года на правах сезонной аренды присоединился к клубу английской Премьер-Лиги «Мидлсбро», но выступал только за резервную команду.
31 августа 2017 года Макги подписал однолетний контракт с клубом шотландского Чемпионшипа «Фалкирк».

## Карьера в сборной
Макги выступал за юношеские сборные Шотландии разных возрастов. В 2013 году дебютировал в составе молодёжной сборной Шотландии.

## Статистика выступлений
| Клуб              | Сезон   | Лига | Лига | Кубок страны | Кубок страны | Кубок лиги | Кубок лиги | Прочие | Прочие | Итого | Итого |
| Клуб              | Сезон   | Игры | Голы | Игры         | Голы         | Игры       | Голы       | Игры   | Голы   | Игры  | Голы  |
| ----------------- | ------- | ---- | ---- | ------------ | ------------ | ---------- | ---------- | ------ | ------ | ----- | ----- |
| Харт оф Мидлотиан | 2012/13 | 1    | 0    | 0            | 0            | 0          | 0          | 0      | 0      | 1     | 0     |
| Харт оф Мидлотиан | 2013/14 | 10   | 1    | 2            | 0            | 1          | 0          | 0      | 0      | 13    | 1     |
| Итого             | Итого   | 11   | 1    | 2            | 0            | 1          | 1          | 0      | 0      | 14    | 1     |